# Steatopygia

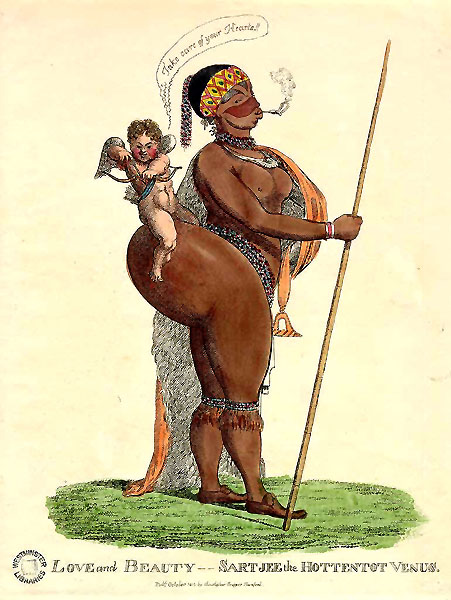
Karykatura Saartjie Baartman, XIX-wiecznej „hotentockiej Wenus”

Steatopygia (nazwa wprowadzona w 1822 r. przez W. J. Burchella, z gr. στέαρ – stéar, dopełniacz στέατος – stéatos – „twardy tłuszcz”, „łój”; πυγη – pygē – „pośladki”) – cecha charakterystyczna zwłaszcza dla niektórych ludów afrykańskich – m.in. Buszmenów i Hotentotów (w mniejszym stopniu u Pigmejów), polegająca na znacznym odkładaniu się tłuszczu na pośladkach. Zjawisko to szczególnie widoczne jest u kobiet. Ponadto wraz z tą cechą występuje znaczny przerost warg sromowych mniejszych (labia minora) – nawet do 10 centymetrów – nazywany „fartuszkiem hotentockim” oraz nadmierna lordoza kręgosłupa lędźwiowego. Konsekwencją znacznej steatopygii są zaburzenia statyki ciała i trudności w poruszaniu się, nie zwiększa ona natomiast istotnie ryzyka zachorowania na choroby związane z otyłością (nadciśnienie tętnicze, cukrzyca, itp.). Cechy te mają podłoże genetyczne, ale ich znaczenie nie jest wyjaśnione. U wymienionych ludów steatopygia ujawnia się w okresie dojrzewania, co jest uznawane za oznakę płodności i zdolności do zamążpójścia.

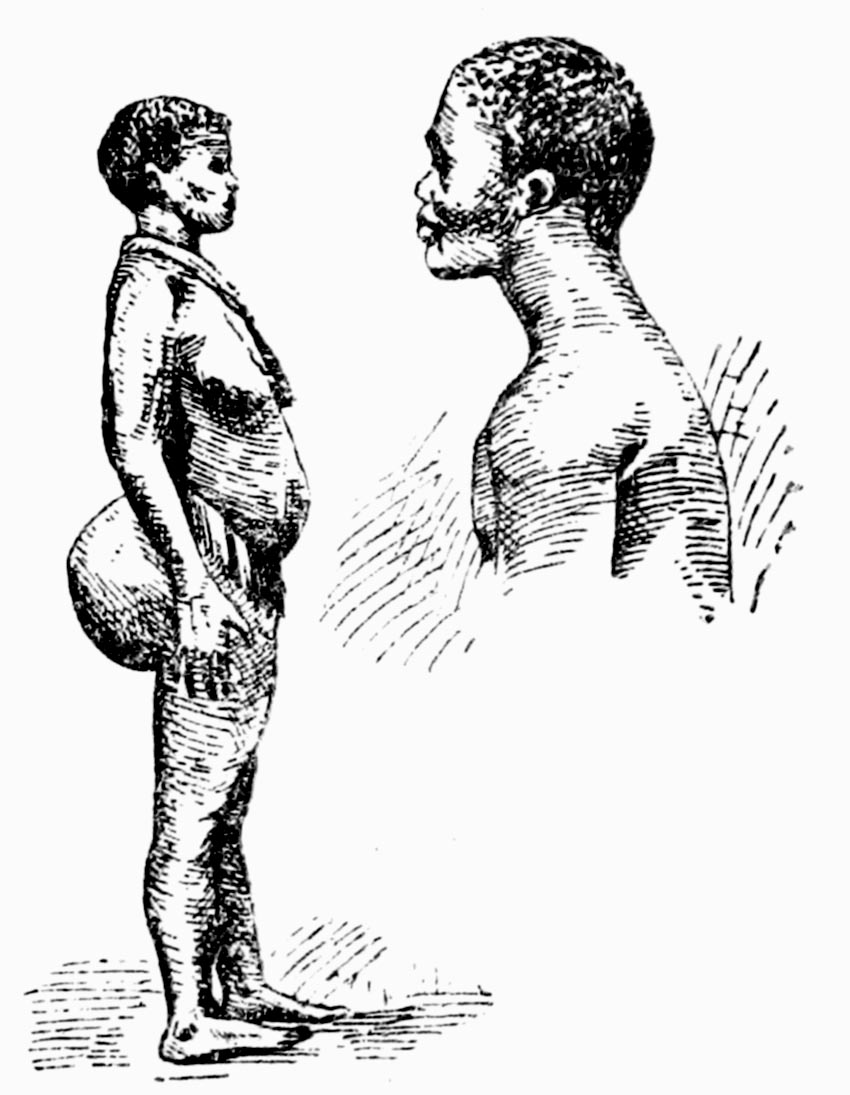
Steatopygia u hotentockiej kobiety (szkic z 1900 r.)

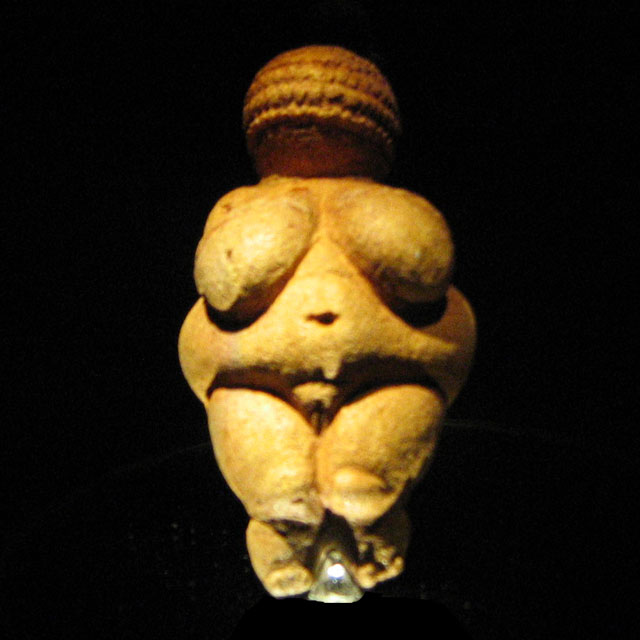
Wenus z Willendorfu
ok. 23 tys. lat p.n.e.

Steatopygia bywa jeszcze, a w odległej przeszłości często była ideałem kobiecości u ludów prymitywnych, co wyraża się m.in. w sztuce prehistorycznej. Steatopygia jest skrajnym przykładem otyłości typu kobiecego, zwanego typem „gruszki”, tzn. takiego w którym tkanka tłuszczowa odkłada się w rejonach ciała poniżej pasa (w przeciwieństwie do otyłości typu „jabłka”, charakterystycznego dla płci męskiej i związanego z nadmiarem tkanki tłuszczowej w górnej części ciała).